# Rudolf Größwang
Rudolf „Rudi“ Größwang (* 1. April 1947 in Bad Tölz) ist ein ehemaliger deutscher Rennrodler.

## Sportkarriere
Rudolf Größwang startete für den RC Berchtesgaden, für den er auch nach seiner Sportkarriere im Vorstand aktiv ist. Er fuhr mit verschiedenen Partnern im Doppelsitzer und errang dabei zahlreiche Erfolge. 1974 wurde er Deutscher Meister mit Peter Reichenwallner, 1976 und 1978 zusammen mit Stefan Hölzlwimmer.
Bei den Rennrodel-Europameisterschaften 1972 gewann er zusammen mit Peter Reichenwallner die Bronzemedaille hinter dem Paar Hörnlein/Bredow und seinen Clubkameraden Hans Brandner und Balthasar Schwarm. Auch mit seinem zweiten Partner Stefan Hölzlwimmer gewann Größwang eine Bronzemedaille bei den Rennrodel-Europameisterschaften 1977.
Höhepunkt seiner Karriere wurde die Teilnahme an den Olympischen Spielen 1976 in Innsbruck, auch wenn er mit seinem Partner Stefan Hölzlwimmer einen Medaillengewinn knapp verpasste. Das Duo lag im ersten Lauf bei der ersten Zwischenzeit vorn, ein grober Fahrfehler warf sie aber auf Platz fünf nach dem ersten Durchgang zurück. Trotz drittbester Laufzeit im zweiten Durchgang reichte es am Ende nur zu Platz vier hinter Rinn/Hahn, Brandner/Schwarm und Schmid/Schachner. Für diese Leistung wurden Rudolf Größwang und sein Partner Stefan Hölzlwimmer mit dem Silbernen Lorbeerblatt ausgezeichnet. Im 1977 neu geschaffenen Weltcup schaffte das Duo in der Premierensaison 1977/78 einen Podestplatz im Januar 1978 in Igls, in der Gesamtwertung belegten die beiden Platz drei.

## Nach dem Sport
Größwang ist dem Sport sowohl beruflich als auch ehrenamtlich weiter verbunden. Von 1988 an betrieb Größwang das Kufenstüberl, das als Treffpunkt für Athleten und Medienvertreter im „Deutschen Haus“ während Olympischer Winterspiele diente. Er gründete eine Agentur für Veranstaltungs-Sponsoring im Sport, mit der er auch das Sponsoring für die FIL übernahm, und ist als stellvertretender Vorsitzender sowie im Ressort Entwicklung Leistungssport bei seinem Heimatverein RC Berchtesgaden tätig. Seine Tochter Heike Größwang ist seit 2012 Generalsekretärin der International Bobsleigh & Skeleton Federation (IBSF). Sein gleichnamiger Sohn war ebenfalls Rennrodler.